# Decke (Straßenbau)
Als Decke (auch Fahrbahndecke auch Fahrbahnbelag) wird der obere Teil des Straßenoberbaus bezeichnet. Die früher verwendeten Begriffe  Decklage, Straßenbelag oder Gehwegsbelag sind heute fachsprachlich nicht mehr üblich. Unterhalb der Deckschicht liegen eine oder mehrere Tragschichten. Eine Verbindung aus beiden Teilen wird Tragdeckschicht genannt. An Deckschichten werden besonders hohe Qualitätsanforderungen gestellt. Ihre Dicke und Zusammensetzung ist abhängig von der Verkehrsbelastung und der damit verbundenen bemessungsrelevanten Beanspruchung (äquivalente 10-t-Achsübergänge).

## Asphaltdeckschichten

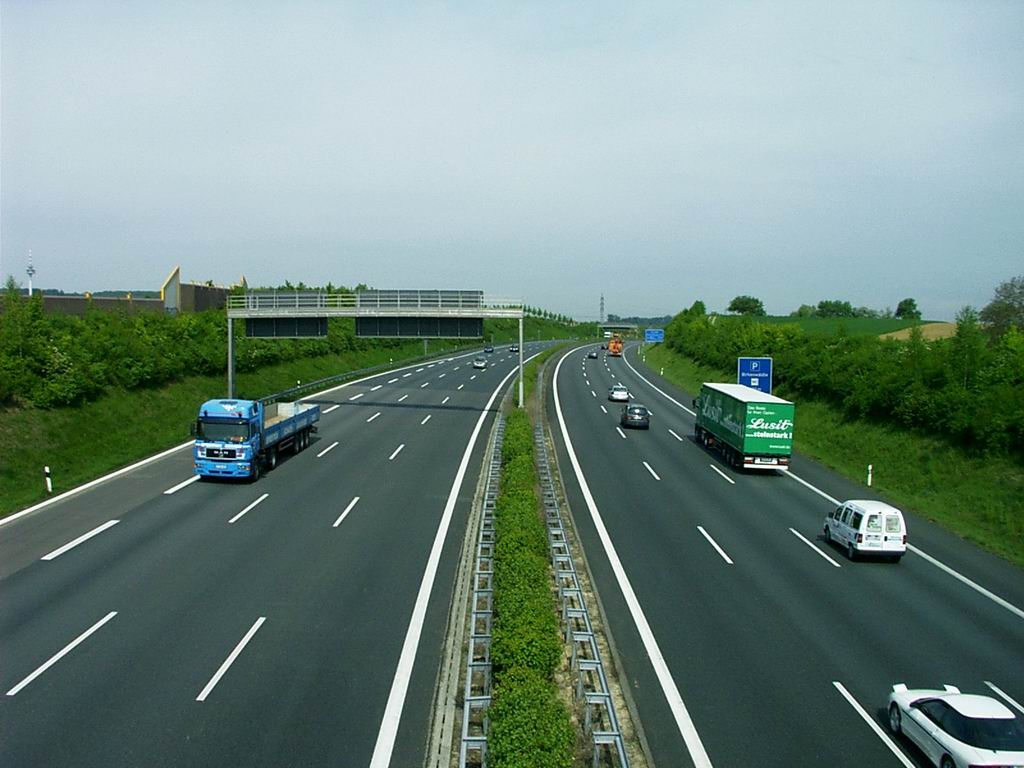
Asphaltdecke auf einer Autobahn

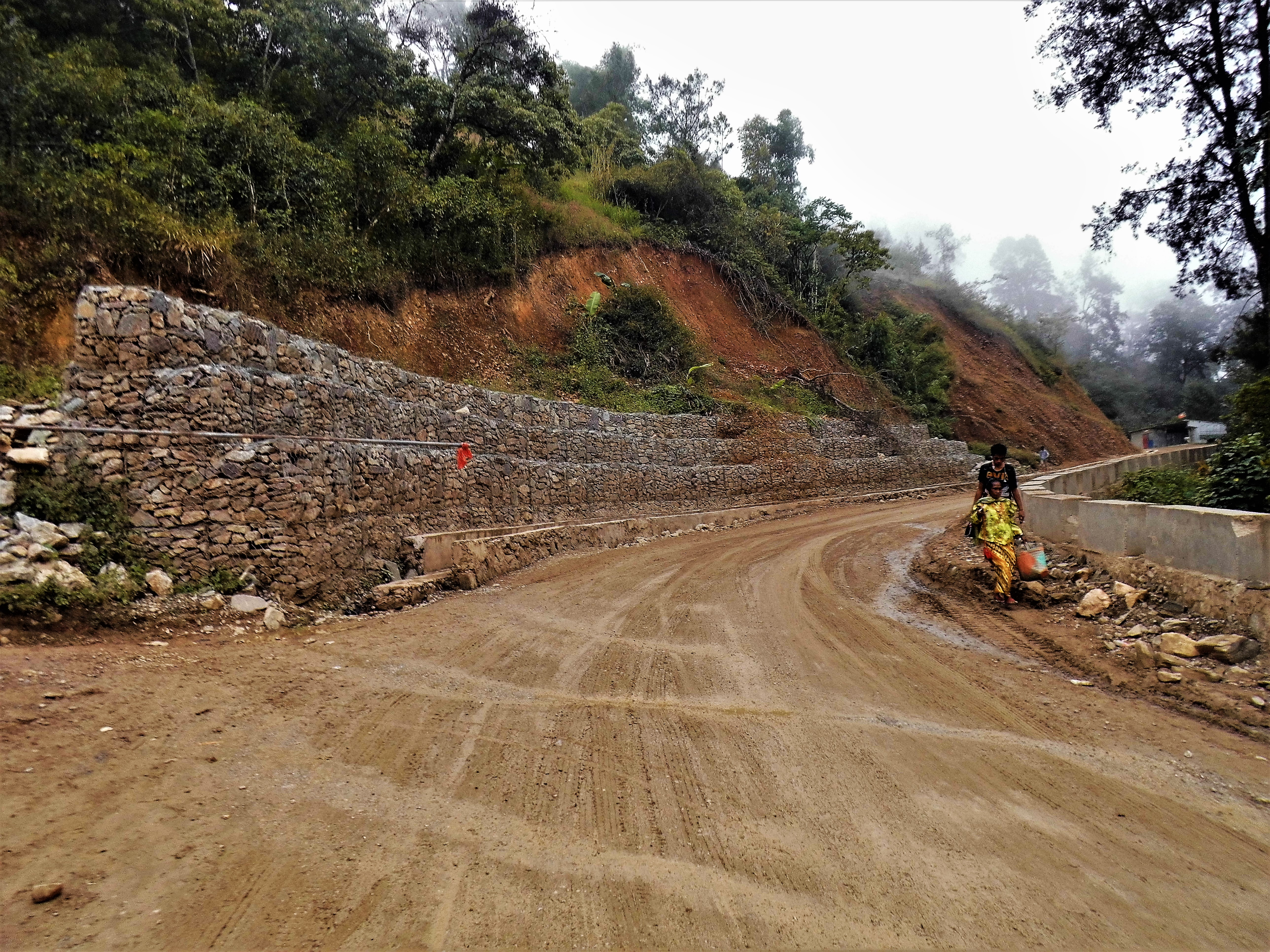
Bei unbefestigten Straßen, wie hier in Osttimor, droht Erosion

Asphaltdeckschichten bestehen aus abgestuftem Gesteinskörnungsgemisch und Bitumen als Bindemittel. Sie sind die am häufigsten verwendeten Deckschichten. Hierzu gehören Deckschichten aus Gussasphalt, Splittmastixasphalt, Asphaltbeton. Seltener werden Asphaltmastix und offenporige Asphalte, auch Drainasphalt genannt, eingebaut. Gemeinsam mit der Asphaltbinderschicht bildet die Asphaltdeckschicht die Asphaltdecke. Asphaltdeckschichten werden in einer Dicke von 3 bis 4 cm ausgeführt. Sie besitzen abhängig von der Verkehrsbelastung eine Haltbarkeit von 12 bis 18 Jahren.

### Gussasphalt
Gussasphalt hat einen hohen Anteil an Füller (sehr feines Material) und Bindemittel. Eingebaut wird er bei max. 230 °C mit Gussasphaltkochern. Während des Einbaus ist der Gussasphalt fließ-, gieß- und streichfähig, und im Gegensatz zu anderen Asphalten wird Gussasphalt nicht verdichtet. Trotzdem ist er nach dem Erhärten nahezu hohlraumfrei.
Gussasphalt wird eingebaut,
- wenn die Straße hohen Beanspruchungen ausgesetzt ist, wie auf Autobahnen oder Hauptverkehrsstraßen
- wenn es besonders wichtig ist, dass kein Wasser in den Straßenkörper eindringt, wie auf Brücken oder
- wenn die eingebaute Deckschicht nicht verdichtet werden kann, wie in Maschinenhallen, die während des Einbaus weiter produzieren und durch das Verdichten (Vibrierwalzen, Rütteln, Stampfen) empfindlich gestört würden.

Nachteile sind die sehr hohe erforderliche Einbautemperatur und die hohen Kosten.

### Asphaltbeton
Asphaltbeton enthält eine gleichmäßige Kornabstufung und einen mittleren Splittgehalt, der bei etwa 50 M.-% liegt. Hergestellt wird er in Asphaltmischanlagen bei einer Temperatur von 160 °C. Eingebaut und vorverdichtet wird Asphaltbeton mit dem Schwarzdeckenfertiger, der den Belag bis zu 90 % vorverdichtet, die Nachverdichtung erfolgt anschließend mit Vibrationswalzen.

### Splittmastixasphalt
Die hohe Standfestigkeit des Splittmastixasphalts wird durch seinen hohen Anteil an Splitt erreicht. Damit verbunden ist ein geringer Anteil an Sand, was dazu führen kann, dass das Bindemittel abläuft und sich das Kornmaterial entmischt. Um dies zu verhindern, wird der Bindemittelgehalt erhöht und dem Splittmastixasphalt werden stabilisierende Zusätze zugegeben, wie Zellulosefasern, Polymergranulat oder besondere Füller. Splittmastixasphalt muss intensiv verdichtet werden, um den erforderlichen Verdichtungsgrad zu erreichen; bei der üblichen Einbaudicke von 3 bis 4 cm erfolgt die Verdichtung mittels Vibrationswalzen und statischen Walzen.

### Asphaltbinderschicht
Asphaltbinder, auch Asphaltbinderschicht oder Binderschicht, wird bei Straßen mit hoher Verkehrsbelastung als Verbindungsschicht zwischen der Decke und der bituminösen Tragschicht eingebaut. Diese entsprechen den Belastungsklassen BK100, BK32, BK10 und BK3,2. Er besteht aus Mineralstoffgemischen mit abgestufter Körnung. Als Bindemittel wird Straßenbaubitumen oder polymermodifizierter Bitumen verwendet. Daraus entsteht eine standfeste Schicht, deren Lagerungsdichte und Korngrößenverteilung sich durch die Verkehrsbelastungen nur wenig verändert.

### Asphalttragschicht
Asphalttragschicht ist die unterste Schicht der bituminösen Befestigung des Oberbaus. Die Asphalttragschicht liegt auf einer ungebundenen mineralischen Schicht (Frostschutzschicht). Ihre Hauptaufgabe ist, neben der Sicherung der Tragfähigkeit der darüber liegenden Schichten des Asphaltoberbaus, die Verteilung und schadlose Ableitung auftretender Verkehrslasten in den Untergrund. Die Gesamtdicke dieser Schicht richtet sich nach den Bauklassen entsprechend den Richtlinien für die Standardisierung des Oberbaus von Verkehrsflächen (RStO).

## Betondecke

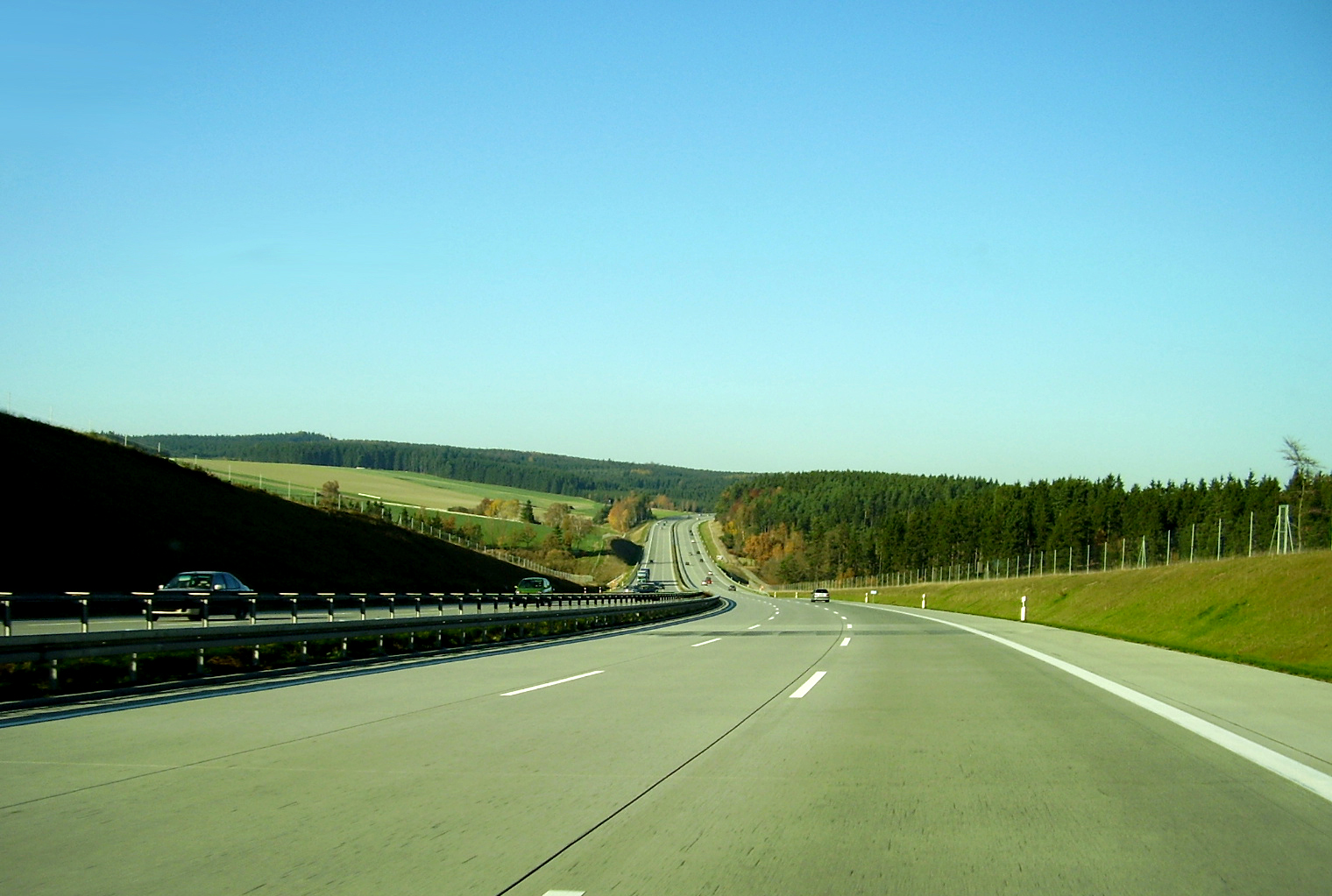
Betondecke auf einer Autobahn

Betondecken bestehen aus abgestuftem Mineralgemisch und Zement als Bindemittel. Betondecken kommen bevorzugt bei Straßen mit hoher Beanspruchung zum Einsatz, wie bei Autobahnen. Sie sind sehr dauerhaft und können 30 bis 40 Jahre halten.
Betondeckschichten werden in einer Stärke von 18 bis 30 cm ausgeführt. Sie bestehen aus Platten mit 5 bis 6 m Länge ohne Bewehrung. Wichtig ist es, den Beton mit Fugen zu versehen. Diese verhindern wilde Risse, wie sie beim Abbinden entstehen können, und gleichen Längenänderungen durch Temperaturschwankungen aus. Bei den Fugen wird unterschieden zwischen Raumfugen, Scheinfugen und Pressfugen. Anschließend werden die Fugen verfüllt. Dadurch wird verhindert, dass Feststoffe oder Flüssigkeiten eindringen, wodurch die freie Beweglichkeit der Platten zueinander behindert würde.
Die einzelnen Betonplatten werden untereinander mit Dübeln (Querfugen) und Ankern (Längsfugen) verbunden. Dübel sorgen für die Übertragung der Lasten und sichern die Höhenlage der Betonplatte in Längsrichtung. Durch Anker wird das Auseinanderwandern der Platten verhindert. Betondecken werden an stark befahrenen Busbahnhöfen und Haltestellen eingesetzt, wo das Fließen von Asphalt rasch Spurrillen entstehen ließe.

## Pflasterdecke

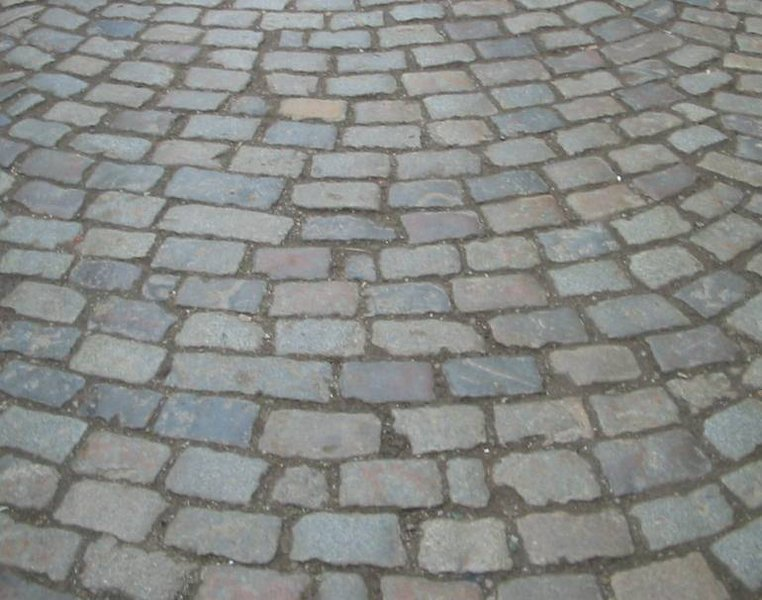
Pflasterdecke auf einer Stadtstraße

Pflasterdecken werden im Wesentlichen aus Natursteinpflaster, Betonsteinpflaster und Klinkerpflaster hergestellt. Bei der Herstellung kommen zwei grundsätzlich verschiedene Bauweisen zur Anwendung. Dies sind die ungebundene und die gebundene Pflasterbauweise. Pflasterdecken dürfen nicht in Bereichen mit hoher Verkehrsbelastung (Belastungsklasse 100, 32 oder 10 nach den RSTO 2012) eingesetzt werden. Pflasterdecken bieten gegenüber Asphalt- und Betondecken den Vorteil umfangreicher gestalterischer Möglichkeiten.

## Deckschicht ohne Bindemittel
Bei einer Deckschicht ohne Bindemittel (DoB) handelt es sich um eine Schicht, die nur aus abgestuftem Mineralgemisch ausgeführt wird. DoB werden in Deutschland bevorzugt im landwirtschaftlichen und ländlichem Wegebau verwendet. In den USA sowie in Entwicklungsländern werden unbefestigte Straßen („gravel roads“) aber auch zur Erschließung von dünn besiedelten Gebieten gebaut. Im Sprachgebrauch hat sich der Begriff „wassergebundene Decke“ oder Grandbefestigung und gemeinsprachlich „Schotterstraße“ gebildet.

## Deckschicht mit Epoxidharzbindung
Auf Basis einer Deckschicht ohne Bindemittel (DoB) kann ein zusätzlicher Oberbau aus Mineralien, die mit Epoxidharz gebunden werden, errichtet werden. Dieser Oberbau ist deutlich fester (als DoB), gleichzeitig aber wasser- und luftdurchlässig.
Typisch hierfür ist das „Luwadur“-System, welches seit 2011 eingesetzt wird.

## Deckschicht mit Salzbindung

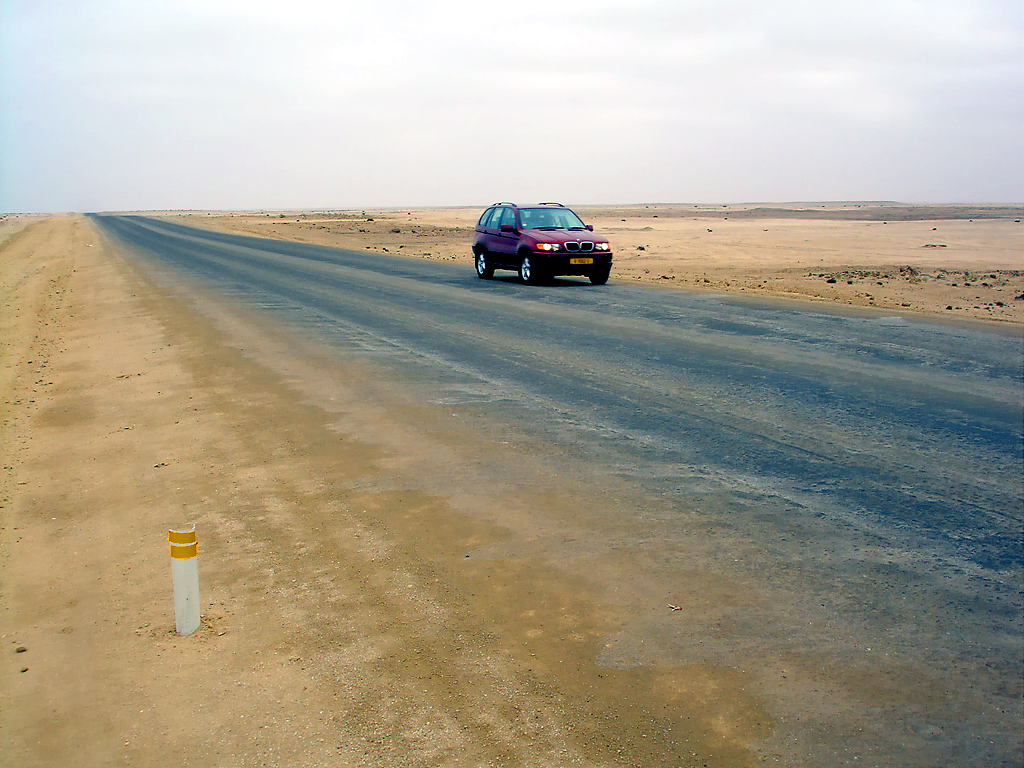
Hauptstraße C34 in Namibia als Beispiel einer Salzbindung

Auf Basis einer Deckschicht ohne Bindemittel (DoB) kann ein zusätzlicher Oberbau aus Salz errichtet werden. Dieser Oberbau ist deutlich fester (als DoB), auch wasser- und luftdurchlässig. Dieser Belag wird in den Küstenregionen von Namibia angewendet.

## Normen und Standards
Ein Beleg für die Bedeutung der Verbesserung von Straßendecken ist die in den 1880er Jahren in Berlin bestehende „Kommission zur Auswahl der mit Granitbahnen zu belegenden Straßen“.
Deutschland
- ZTV Asphalt-Stb 07: Zusätzliche Technische Vertragsbedingungen und Richtlinien für den Bau von Fahrbahndecken aus Asphalt
- ZTV Beton-StB 07: Zusätzliche Technische Vertragsbedingungen und Richtlinien für den Bau von … Fahrbahndecken aus Beton
- ZTV Pflaster-StB 06: Zusätzliche Technische Vertragsbedingungen und Richtlinien für den Bau von Pflasterdecken und Plattenbelägen
- DIN 18315: Verkehrswegebauarbeiten, Oberbauschichten ohne Bindemittel
- DIN 18316: Verkehrswegebauarbeiten, Oberbauschichten mit hydraulischen Bindemitteln
- DIN 18317: Verkehrswegebauarbeiten, Oberbauschichten aus Asphalt
- DIN 18318: Verkehrswegebauarbeiten, Pflasterdecken, Plattenbeläge, Einfassungen
- RSTO 2012: Richtlinien für die Standardisierung des Oberbaus von Verkehrsflächen

Österreich
- RVS 03.08.63 Oberbaubemessung
- RVS 08.16 Bituminöse Trag- und Deckschichten
- RVS 08.17 Betondecken, zementstabilisierte Tragschichten
- RVS 08.18.01 Pflasterstein- und Pflasterplattendecken, Randeinfassungen

Schweiz
- SN 640 324 Dimensionierung Strassenoberbau
- SN 640 461b Betondecken, Konzeption, Ausführung